# 復星國際
復星國際有限公司（港交所：656），簡稱復星或復星國際，是中國大陸最大的民營綜合企業控股公司之一。前身是復星集團，是由四位復旦大學的畢業生－郭廣昌、梁信軍、汪群斌、和范偉等共同创建于1992年，是中國大陸的市场经济改革中涌现出的代表企业之一。公司總部位於上海，旗下有多家子公司，如复星医药、上海复地等，业务包括健康、快乐、富足、智造四大板块。
母公司復星國際有限公司於2007年在香港交易所股票上市。

## 歷史

### 成立
1992年，由四位復旦大學的畢業生－郭廣昌、梁信軍、汪群斌、范偉等共同創辦了复星集团。
1994年，复星医药与上海复地成立。
2002年，复星集团入股豫园商城，成为豫园商城的最大股东。

### 2007年股票掛牌後
2010年，复星收购地中海俱乐部7.1%股权。2011年5月19日，复星以8458.8万欧元的价格，收购Folli Follie9.5％股权。
2012年12月20日，復星國際與分眾傳媒控股母公司Giovanna Group Holdings Limited(GGH)簽訂股份互換協議，按每股私有化分眾後控股公司，換417.77股分眾的比例，換取私有化後控股公司約17.4萬股，相當於擴大後股本的17.41%股權。有關換股總額估價約3.48億美元。
鼎睿再保險已於2012年12月28日獲香港保險業監理處正式授權當日開始進行承保業務，其在香港經營初期資本達5.5億美元。鼎睿由復星國際及國際金融公司（IFC）分別出資4.68億美元及8,195萬美元成立，雙方持有85.1%及14.9%股權。
2013年4月24日，复星集团在外滩地王案中胜诉，外滩地王的股权将恢复至转让前，即浙江复星、上海证大、绿城及磐石投资分别直接或间接占有50%、35%、10%及5%的权益。原先转让给SOHO中国的50%股权无效。该地块将建造上海外滩国际金融服务中心项目。
2013年9月11日復星國際旗下管理的基金通過增資收購意大利頂級男裝製造商Caruso Spa 35%股份，成為Caruso最大的戰略投資者之一。
2013年10月18日復星國際斥資7.25億美元向摩根大通購入紐約市Liberty大街16號至48號的One Chase Manhattan Plaza。該物業總面積約220萬方呎，由一幢樓高六十層、五層地下建築組成，附帶一個2.5英畝廣場，物業曾為Chase Manhattan Bank全球總部。據協議，摩根大通作為重要租戶之一，將繼續承租該辦公樓部分面積。
2014年1月10日復星國際以10億歐元（約105億港元）收購葡萄牙的國有銀行Caixa Geral de Depósitos, S.A.旗下、當地最大保險公司Caixa Seguros e Sa（CSS）的三間全資附屬的80%控股權，包括80%的Fidelidade–Companhia de Seguros股本及投票權，80%的Multicare-Seguros de Saúde股本及投票權，以及80%的Cares-Companhia de Seguros股本及投票權。截至2012年底，CSS的總資產為130億歐元，凈資產14億歐元。
2014年2月28日復星國際旗下附屬上海平閏投資管理及上海復星創泓股權投資基金合伙企業股份認購完成後，認購方將合共持有約3.06億股A股股份，佔三元股份經擴大已發行股份數約20.45%
2014年7月31日復星國際間接持股的附屬公司Fidelidade入股Tom Tailor 23.16%的股權，以進軍德國消費市場。
2014年10月13日復星國際(00656)將以約2.44億歐元(約合3.09億美元)的代價，從Rioforte Investments SA手中收購醫院運營商Espirito Santo Saude SGPS SA的51%股權。
2014年11月17日復星國際全資附屬公司超越能源(Transcendent Resources)以4.39億澳元，完成對澳洲領先的石油和天然氣上游公司－－洛克石油有限公司（Roc Oil Co Ltd）92.6%股權的收購。
2014年12月31日復星國際以4.33億美元收購美國保險商Meadowbrook Insurance Group, Inc. (NYSE: MIG) (“Meadowbrook”)。
2015年，復星國際以認購湯瑪斯庫克集團每股1.2559英鎊（14.644港元），7,313.58萬股普通股，佔已發行股本5%，總代價為9,185.12萬英鎊（10.86億港元）。
2015年4月21日，TPG資本和復星產業控股以15億美元收購太陽劇團的多數股權。TPG取得60%股權，總值15億美元，復星國際取得20%股權，魁北克政府取得10%股權。太陽馬戲團創辦人蓋·拉利伯特將保留10%股權。
2015年5月4日，復星國際以約18.4億美元收購特種商業財産和意外傷害保險服務提供商百慕大Ironshore Inc尚未持有的80%剩餘權益，併購完成後，Ironshore將成為公司之間接全資附屬公司。而Ironshore Inc.為一家控股公司。
2015年5月15日，復星國際以68億日元（約合4.18億元人民幣）完成對日本IDERA Capital98%股權的收購。
2015年6月25日，復星國際透過葡萄牙子公司Fidelidade-Companhia de Seguros, SA入股與德國領先有機食品供應商KTG Agrar SE9.03％股權。
2015年7月8日，復星國際以不超過2.1億歐羅(折合約17.91億港元)收購德國私營銀行Hauck & Aufhäuser Privatbankiers KGaA(H&A)的所有普通股。
2015年9月10日，復星國際以「每500供56」的基準進行供股，供股價為每股13.42元，發行最多8.7132億股供股股份，佔集團目前已發行股本約11%，集資金額最多116.93億元。
2016年2月23日，復星國際以2.18億歐元出售比利时BHF KB佳活賓信28.61%股份全部3783.9萬給佳活賓信現有股東法國資產管理公司Oddo et Cie，完成后将不再直接或间接持有任何BHF KB股份。
2016年4月11日，復星國際以0.77億美元收購以色列AHAVA Dead Sea Laboratories Ltd.物護膚品牌。
2016年7月22日，復星國際以六千萬美元完成收購英冠球會狼隊足球會。
2016年8月1日，復星國際收購巴西房地產基金管理公司Rio Bravo投資集團。
2017年6月，中国银监会要求其监管的银行对万达集团、海航集团、复星国际、浙江罗森内里等数家在中国大陆境外举债并购、扩张迅速的大型民营企业进行授信核查及风险分析。
2017年9月11日，復星牵头民营联合体，与浙江省人民政府签约杭绍台城际铁路PPP项目投资合同，签约后，杭绍台城际铁路成为中国第一条民营控股的高速铁路。根据签约，本项目可研批复总投资448.9亿元人民币，预计总投资约为409亿元人民币，其中复星牵头的浙商民营联合体占股51%。
2017年12月20日復星國際透過旗下多家附屬公司, 以66.17億港元, 每股作價27.22港元,向日本朝日啤酒(Asahi), 收購青島啤酒2億4311萬股H股, 交易股份佔青島啤酒37.11%H股已發行股份，相等於總發行股數的17.99%。
2018年2月22日復星國際及其子公司宣布收購法國曆史最悠久且現存的高級定制時裝品牌Jennne Lanvin SAS（Lanvin）。
2018年3月2日復星國際以每股12.8歐元，斥資5500萬歐元（約5.3億港元）購入奧地利高級內衣生產商Wolford 50.87%股權，交易完成後，復星將成為Wolford主要股東
2018年6月20日復星國際旗下基金收購全球領先的柔性自動化生産線解決方案提供商德國FFT GmbH & Co. KGaA(“FFT”)2017年FFT營收超過8.5億歐元，擁有員工2600多人
2018年7月5日復星國際以40億人民幣（47億港元）向控股股東兼董事長郭廣昌收購緣宏投資100%，緣宏投資持有百合佳緣約69.18%股權，後者是中國領先的婚戀全產業鏈服務供應商。
2018年9月，復星旗下豫園股份收購總部位於比利時的國際寶石學院International Gemological Institute 80%股權，以完善公司鑽石領域產業鏈佈局。
2018年12月21日復星國際將從豪斯登堡的母公司、日本國際旅遊集團H.I.S.，九州電力、西部瓦斯、九電工、JR九州和西日本鐵道等五個股東處收購豪斯登堡24.9%的股份。交易結束後，H.I.S.持有公司50.1%的股權，另外五家股東共計持有25%股權。
2019年2月12日復星國際終止收購豪斯登堡，原因不明。
2019年2月12日復星國際和上海豫园股份以5343.33萬欧元（约合人民币4.14亿元）增持Tom Tailor至76.75％股份，其中豫園股份將持有29.99％股份，復星國際直接持有Tom Tailor 46.75％股份。
2019年9月25日，復宏漢霖赴港上市。
2019年11月20日，上海豫園旅遊商城（集團）股份有限公司通過旗下漢辰表業參與天津產權交易中心公開掛牌的海鷗表業增資擴股項目。復星國際成為海鷗表業的最大股東。豫園股份已經控股了“上海牌”手錶，再加上控股“海鷗表”，手錶品牌系列已經成型。
2020年4月，投資薄荷健康，成立復星健康+。 
2020年3月，與BioNTech合作基於mRNA技術平台的新冠疫苗研發，已在中國香港、中國澳門及台灣地區投入使用。
2020年3月，復星旗下豫園股份宣佈出2.1億人民幣完成對法國輕奢設計師珠寶品牌DJULA的收購。此次收購後，豫園股份將持有DJULA的55.4%股權。
2020年3月，復星宣布旗下的化妝品產業集團正式收購擁有美國（現代）科技中醫護膚品品牌WEI Beauty的公司，包括旗下三個現代中醫護膚品牌WEI(蔚藍之美）、WEI TO GO（蔚麗萊）和WEIEAST（蔚伊思）。此次收購後，復星將持有WEI Beauty 68%的股權。
2020年8月，复星旗下豫園股份正式收購金徽酒30%股份，成為控股股東。金徽酒也成為繼復星醫藥、豫園股份、上海鋼聯、南鋼股份、海南礦業之後，復星系第6家A股上市公司。
2020年12月，復星旗下豫園股份以45.3億元價格競得四川沱牌捨得集團有限公司70%的股權。
2021年6月17日，復星國際旗下的複星時尚從歐洲投資公司Investindustrial子公司Absolute Luxury Holding Srl手中買下意大利奢侈鞋履品牌Sergio Rossi 100%的股份。
2021年10月11日，復星國際旗下復星時尚集團宣布更名為Lanvin Group (復朗集團).
2022年1月8日，杭台高速鐵路（簡稱杭台高鐵，前稱杭紹台高速鐵路）正式運營，它是中國大陸首條民營資本控股的高速鐵路，其中復星牽頭的浙商民營聯合體佔股51%.
2022年6月15日，穆迪評級將「上海第2大民營企業」復星國際有限公司列入下調觀察名單，但并没有实际下调评级。市面上有關復星集團「6000億債務」的傳言不斷。有观点认为，无论是负债规模实际如何，复星集团还是存在一定的债务风险。不过，此前標普於6月8日發表報告，維持復星國際的評級展望為「穩定」，同時確認了復星國際的「BB」長期發行人信用評級以及該公司的有擔保高級無抵押債務的「BB」發行評級。6月22日標普再度發表報告，認為復星國際擁有足夠的資源在未來6至12個月內應對即將到期的債務。"
2025年6月30日完成出售德国私人银行 Hauck Aufhäuser Lampe Privatbank AG（HAL）99.743% 的股份

## 業務
复星国际2021年总收入达人民币1,613亿元，归母净利润达人民币100.9亿元，截至2021年12月31日，公司总资产达人民币8,064亿元（约合美元1,264.8亿元），在2021福布斯全球上市公司2000強榜單中位列第459位，連續三年在中國民營企業500強榜單中位列前50位。
复星旗下业务包括健康、快乐、富足、智造四大板块，每個板块包括多間子公司。
 健康板塊 (Health)
1. 復星醫藥 (Fosun Pharma):
  - 复宏漢霖 (Henlius)
  - 复創醫藥 (Fochon)
  - 復星弘創 (Fosun Orinove)
  - 復星凱特生物 (Fosun Kite)
  - 复銳醫療科技 (Sisram Medical Ltd)
  - 復星安特金 (Fosun ADGENVAX)
  - 美中互利醫療有限公司 (Chindex Medical Limited)
  - 博毅雅 (Breas)
  - 上海復星長征醫學科學有限公司 (Fosun Long March)
  - 北京北鈴專用汽車有限公司 (China Beiling)
  - 亞能生物 (Yaneng Bio)
  - 萬邦醫藥 (Wanbang Biopharma)
  - 藥友製藥 (YaoPharma)
  - 桂林南藥 (Guilin Pharma)
  - Gland Pharma
  - 國藥控股 (Sinopharm Group)
  - Tridem Pharma
  - 復星醫療 (Fosun Healthcare)
  - 佛山復星禪誠醫院 (Foshan Fosun Chancheng Hospital)
  - 卓爾薈 (Joyful Way)
  - 深圳恆生醫院 (Shenzhen Hengsheng Hospital)
  - 宿遷市鐘吾醫院 (Suqian Zhongwu Hospital)
  - 珠海禪誠醫院 (Zhuhai Chancheng Hospital)
  - 北京星宜診所 (Healstar Health)
  - 岳陽市廣濟醫院 (Yueyang Guangji Hospital)
  - 溫州老年病醫院 (Whenzhou Geriatric Hospital)
2. 復星健康 (Fosun Health):
  - Luz Saúde
  - TheAsianParent
  - 海拍客 (Hipac)
  - 小星醫生 (Star Doctor)
  - 親寶寶 (Qinbaobao)
  - 寶寶樹 (Babytree)
3. 復星康養 (Fosun Care)
  - 復星星堡 (Fosun Starcastle)
  - 寧波星健蘭亭 (Sungin Garden)
  - 蜂鄰社區健康服務中心 (F-Lin)
4. 復星智健 (Fosun Pannacare): 
  - 杏脈科技 (Fosun Aitrox)
  - 大數醫達 (Rxthinkinc)

快樂板塊 (Happiness) 
1. 豫園股份 (Yuyuan Inc.):
  - 老廟 (Laomiao)
  - 亞一 (Yayi)
  - Djula
  - Damiani
  - 國際寶石學院 (International Gemological Institute / IGI)
  - 南翔饅頭店 (Nan Xiang)
  - 綠波廊酒樓 (Lv Bo Lang)
  - 春風松月樓 (Song Yue Lou)
  - 松鶴樓 (Song He Lou)
  - 松鶴樓蘇式麵館 (Suzhou Noodles)
  - 德興菜館 (De Xing)
  - 上海老飯店 (Shanghai Classical Restaurant)
  - 老松盛 (Lao Song Sheng)
  - 舌尖上的江南 (A Bite of Jiangnan)
  - 豫園商城 (Yuyuan Malls)
  - 湖心亭茶樓 (Hu Xin Ting)
  - 海上梨園 (Beaufort Terrace)
  - 上海筷子店 (Shanghai Chopsticks)
  - 麗雲閣扇莊 (Li Yun Ge)
  - 王大隆刀剪 (Wang Da Long)
  - 銀杏樹下的守藝人 (China Craft for Design Life)
  - 永青假髮 (Yong Qing)
  - 捨得酒業 (Shede Spirits)
  - 金徽酒 (Jinhui Spirits)
  - 老城隍廟梨膏露 (Li Gao Lu)
  - 如意情生物科技股份有限公司 (Ru Yi Qing)
  - 童涵春堂 (Tong Han Chun Tang)
  - Ahava
  - 蔚藍之美 (WEI)
  - 希爾思 (Hill's)
  - 愛寵醫生 (Aichong Doctors)
  - 海鷗表 (Sea Gull Watch)
  - 上海牌手表 (Shang Hai Watch)
  - 東家 (Dong Jia)
2. 復星旅文 (Fosun Tourism Group):
  - 復星旅遊文化集團 (FOLIDAY)
  - 地中海俱樂部 (Club Med)
  - 三亞亞特蘭蒂斯 (Atlantis Sanya)
  - 托邁酷客 (Thomas Cook)
  - 复遊城 (FOLIDAY Town)
  - 愛必儂 (Albion)
  - 泛秀 (Fanxiu Entertainment)
  - 迷你營 (Miniversity)
  - Casa Cook
  - Cook's Club
3. 复朗集團 (Lanvin Group):
  - 浪凡 (Lanvin)
  - Wolford
  - St. John
  - Caruso
  - Sergio Rossi
4. 復星體育 (Fosun Sports):
  - 英格蘭狼隊足球俱樂部 (Wolverhampton Wanderers Football Club)
  - 狼隊電競 (Wolves Esports)
  - 我的主場 (My Home Field)
5. 其他 (Other):
  - 百合佳緣 (Bai He Jia Yuan)
  - 聖悠活 (St Hubert)
  - Silver Cross
  - 薄荷健康

富足板塊 (Wealth) 
1. 保險 (Insurance)：
  - 復星葡萄牙保險 (Fidelidade)
  - 鼎睿再保險 (PeakRe)
  - AmeriTrust
  - 復星保德信人壽保險 (Pramerica Fosun)
  - La Positiva
  - 星恆保險代理 (Fostar Insurance Agency)
  - 星互科技 (Fostars)
  - 复衡保險經紀 (Fuheng Insurance Brokers)
  - 星益健康 (Star-ehealth)
  - 復星聯合健康保險 (Fosun Health)
2. 投資類資管 (Investment Asset Management):
  - Hauck & Aufhäuser
  - Millennium BCP
  - NAGA
  - Guide
  - 復星資產管理 (Fosun Asset Management)
  - 復星銳正資本 (Fosun RZ Capital)
  - 復星創富 (Fosun Capital)
  - 网商银行 (MYbank)
  - 復星恆利 (Fosun Hani)
  - BondIT
  - RioBravo
3. 蜂巢類資管 (Hive Asset Management):
  - IDERA
  - 28 Liberty
  - 外滩金融中心 (BFC)
  - Resolution Property
  - Paref
  - Everest Healthcare Properties

智造板塊 (Intelligent Manufacturing) 
1. 科技與智造 (Intelligent Manufacturing) ：
  - 南京钢铁集团 (Nanjing Iron& Steel United Co)
  - 愛夫迪自動化 (FFT)
  - Koller
  - 杭绍台铁路 (Hangshaotai Railway)
  - 捷威動力 (Jeve)
  - 复睿智行 (Fusionride)
  - 翌耀科技 (Easun Technology)
  - Genesys
2. 資源與環境 (Energy & Environment) ：
  - 海南礦業 (Hainan Mining)
    - 洛克石油 (Roc)
      - 潿洲10-3西油田

  - 柏中環境 (Besino)
  - 中山公用 (Zhongshan Public Utilities)
  - 萬盛股份 (Wansheng)

## 榮譽與獎項

### 2020年
- 2020年1月，上榜2019年上市公司市值500強，排名第149。[38]
- 2020年5月，復星國際名列2020福布斯全球企業2000強榜第371位。[39]
- 2020年7月，2020年《財富》中國500強，復星國際有限公司排名第73位。[40]
- 2020年8月，“2020中國品牌500強”排行榜發布，復星國際排名第71位。[41]

### 2021年
- 2021年5月，復星國際位列“2021福布斯全球企業2000強”第459位。[42]
- 2021年7月，2021年《財富》中國500強排行榜，復星國際有限公司排名第82位。[43]
- 2021年9月，入選“2021年中國民營企業500強”榜單。[44]
- 2021年9月，入選“2021中國企業500強”榜單，排名第170位。[45]
- 2021年10月，入選福布斯2021全球最佳雇主榜，排名第447位。[46]

### 2022年
- 2022年1月，胡潤研究院發布《胡潤中國民營企業可持續發展百強榜》，復星國際位列第四。[47]
- 2022年5月，入選福布斯2022全球企業2000強榜單，排名第589位。[48]

## 外部連結
- 復星國際官方网站 （页面存档备份，存于）
- 走出去戰略